# Eyvirat
Eyvirat est une ancienne commune française située dans le département de la Dordogne, en région Nouvelle-Aquitaine.
Au 1er janvier 2019, elle est intégrée à la commune nouvelle (élargie) de Brantôme en Périgord en tant que commune déléguée.

## Géographie

### Généralités
Dans la moitié nord du département de la Dordogne, en Périgord central, la commune déléguée d'Eyvirat s'étend sur 17,95 km2. Elle est située sur les hauteurs entre les vallées de la  Côle et de la Beauronne. La commune possède une diversité de paysages allant de zones agricoles à des zones boisées parcourues par trois circuits de randonnées.
L'altitude minimale avec 134 mètres se trouve localisée au sud-ouest, au sud du lieu-dit le Méneyplé, là où le Maret — principal affluent de la Beauronne — quitte la commune et entre sur celle d'Agonac. L'altitude maximale avec 230 mètres est située au nord-est du bourg, au niveau du château d'eau. Sur le plan géologique, le sol se compose principalement de calcaires du Crétacé, et au nord-est et au sud-est, de sables, d'argiles ou de graviers du Pléistocène.
À l'écart des routes principales, le bourg d'Eyvirat est situé en distances orthodromiques, neuf kilomètres au sud-est de Brantôme, et quinze kilomètres au nord de Périgueux, la préfecture. Le territoire communal est cependant desservi par les routes départementales 3, 69 et 74.

### Communes limitrophes
En 2018, année précédant son intégration à la commune nouvelle de Brantôme en Périgord, Eyvirat était limitrophe de six autres communes.
| Condat-sur-Trincou, Brantôme en Périgord |         | La Chapelle-Faucher  |
| Sencenac-Puy-de-Fourches                 | Eyvirat | Saint-Front-d'Alemps |
|                                          | Agonac  |                      |

## Urbanisme

### Villages, hameaux et lieux-dits
La situation géographique d'Eyvirat favorise la poursuite de l’évolution de la commune : de nombreuses maisons se sont construites autour des hameaux existants permettant ainsi leur aménagement.
Outre le bourg d'Eyvirat proprement dit, le territoire se compose d'autres villages ou hameaux, ainsi que de lieux-dits :
- Bigot
- la Brande
- les Chapitels
- la Charmie
- Chose
- la Citadelle
- le Clou
- Fauquetie
- le Genèbre
- la Gourdonnie
- le Grand Claud
- le Grand Vignal
- la Jugie
- Lafareyrie Basse
- Lafareyrie Haute
- Lalande
- Laloubarie
- Lapomarède
- Lepinelie
- Lescuras
- Marsalou
- Mayral
- Méneyplé
- Mitraud
- Petit Garem
- Petit Puyzaraux
- Piras Bas
- Piras Haut
- Plantefève
- la Pouge
- le Prat
- Puybrandau
- Puychautu
- Puyjoly
- Puylafaye
- Puyzaraux
- le Queyrel
- le Tuquet
- Tuquet de l'Olivarie.

## Toponymie
La première mention écrite connue du lieu apparaît dans un pouillé au XIIIe siècle, sous la forme latinisée Eyviracum ; on trouve ensuite Ebiracam en 1281 puis Esviracam en 1460. L'origine du nom correspond à un nom de personne d'origine gauloise, Eburius, auquel est apposé le suffixe –acum, indiquant le « domaine d'Eburius », cohérent avec les traces de vie gallo-romaine retrouvées sur le site.
Sur la carte de Cassini représentant la France entre 1756 et 1789, le village est identifié sous le nom d'Eyvirac.
En occitan, la commune porte le nom d'Eivirac.

## Histoire
Plusieurs mosaïques d’époque gallo-romaine ont été découvertes dans un champ à la Pomarède et sont exposées au Musée Vesunna de Périgueux[réf. nécessaire].
La commune est située dans une région riche en histoire (Agonac, Bourdeilles, Brantôme). Au XIIIe siècle, Eyvirat était l'une des vingt-sept paroisses dépendant de l'archiprêtré de Condat dont le siège se situait à Champagnac.
Au 1er janvier 2019, la commune fusionne avec six autres communes pour former la commune nouvelle (élargie) de Brantôme en Périgord. À cette date, les sept communes fondatrices deviennent communes déléguées.

## Politique et administration

### Rattachements administratifs et électoraux
La commune d'Eyvirat (appelée dans un premier temps Eyvirac) a été rattachée, dès 1790, au canton d'Agonat qui dépendait du district de Perigueux. Les districts sont supprimés en 1795 et le canton d'Agonat en 1801. La commune est alors rattachée au canton de Brantôme dépendant de l'arrondissement de Périgueux.
En 2017, Eyvirat est rattachée à l'arrondissement de Nontron, et en 2020 le canton de Brantôme est renommé canton de Brantôme en Périgord.

### Intercommunalité
Le 18 décembre 2001, la commune adhère à la communauté de communes du Brantômois. Celle-ci disparaît le 31 décembre 2013, remplacée au 1er janvier 2014 par une nouvelle intercommunalité élargie, la communauté de communes Dronne et Belle.

### Administration municipale
La population de la commune étant comprise entre 100 et 499 habitants au recensement de 2011, onze conseillers municipaux ont été élus en 2014,. Ceux-ci sont membres d'office du conseil municipal de la commune nouvelle de Brantôme en Périgord, jusqu'au renouvellement des conseils municipaux français de 2020.

### Liste des maires puis maires délégués
| Période                                  | Période       | Identité                | Étiquette | Qualité                            |
| ---------------------------------------- | ------------- | ----------------------- | --------- | ---------------------------------- |
| Les données manquantes sont à compléter. |               |                         |           |                                    |
|                                          |               |                         |           |                                    |
| (1886 ou avant)                          | décembre 1919 | Victor Courtey          |           |                                    |
| décembre 1919                            | mai 1925      | Roger Courtey           |           |                                    |
| mai 1925                                 | 1952          | Albert Bordas           |           |                                    |
| 1952                                     | mai 1953      | Julien Chaussier        |           | Adjoint faisant fonctions de maire |
| mai 1953                                 | mars 1989     | Pierre Couloumy         |           |                                    |
| mars 1989                                | mars 2014     | Jean-Pierre Soussengeas | SE        | Agriculteur paysagiste             |
| mars 2014                                | décembre 2018 | Anita Catusse           |           |                                    |

| Période                          | Période  | Identité         | Étiquette | Qualité |
| -------------------------------- | -------- | ---------------- | --------- | ------- |
| janvier 2019 (réélu en mai 2020) | En cours | Guy-José Lagarde |           |         |

## Population et société

### Démographie
Les habitants d'Eyvirat se nomment les Eyviracois.
En 2018, dernière année en tant que commune indépendante, Eyvirat comptait 287 habitants. À partir du XXIe siècle, les recensements des communes de moins de 10 000 habitants ont lieu tous les cinq ans (2004, 2009, 2014 pour Eyvirat). Depuis 2006, les autres dates correspondent à des estimations légales.
Au 1er janvier 2022, la commune déléguée d'Eyvirat compte 302 habitants.
| 1793 | 1800 | 1806 | 1821 | 1831 | 1836 | 1841 | 1846 | 1851 |
| ---- | ---- | ---- | ---- | ---- | ---- | ---- | ---- | ---- |
| 613  | 614  | 611  | 557  | 629  | 642  | 576  | 625  | 614  |

| 1856 | 1861 | 1866 | 1872 | 1876 | 1881 | 1886 | 1891 | 1896 |
| ---- | ---- | ---- | ---- | ---- | ---- | ---- | ---- | ---- |
| 667  | 621  | 617  | 612  | 651  | 603  | 580  | 560  | 525  |

| 1901 | 1906 | 1911 | 1921 | 1926 | 1931 | 1936 | 1946 | 1954 |
| ---- | ---- | ---- | ---- | ---- | ---- | ---- | ---- | ---- |
| 515  | 556  | 525  | 418  | 417  | 368  | 366  | 368  | 340  |

| 1962 | 1968 | 1975 | 1982 | 1990 | 1999 | 2004 | 2006 | 2009 |
| ---- | ---- | ---- | ---- | ---- | ---- | ---- | ---- | ---- |
| 317  | 265  | 234  | 239  | 250  | 252  | 256  | 267  | 275  |

| 2014 | 2018 | - | - | - | - | - | - | - |
| ---- | ---- | - | - | - | - | - | - | - |
| 286  | 287  | - | - | - | - | - | - | - |

Oscillant entre 500 et 700 habitants depuis la Révolution (avec un maximum à 667 en 1856) jusqu'à la veille de la Première Guerre mondiale, la population de la commune a ensuite décru régulièrement pour atteindre son minimum en 1975 avec 234 habitants. Depuis, elle progresse lentement.

### Enseignement
Eyvirat et Lempzours qui n'ont plus d'école sont organisées en regroupement pédagogique intercommunal (RPI) au niveau des classes de maternelle et de primaire avec La Chapelle-Faucher, Saint-Front-d'Alemps et Saint-Pierre-de-Côle.

### Manifestations culturelles et festivités
En août, élection de la Rosière, depuis 1886 (132e édition en 2025).

## Économie
Les données économiques d'Eyvirat sont incluses dans celles de la commune nouvelle de Brantôme en Périgord.

## Culture locale et patrimoine

### Lieux et monuments
- L’église Saint-Pierre-ès-Liens, romane dont le chevet du XIIe siècle[24] atteste de l’ancienneté d’Eyvirat. Elle a été restaurée au XIXe siècle[24].
- Le manoir de Méneyplé, XVe siècle, XVIe et XIXe siècles[25].
- Le manoir de la jugie, XIXe – XXe siècle[26].

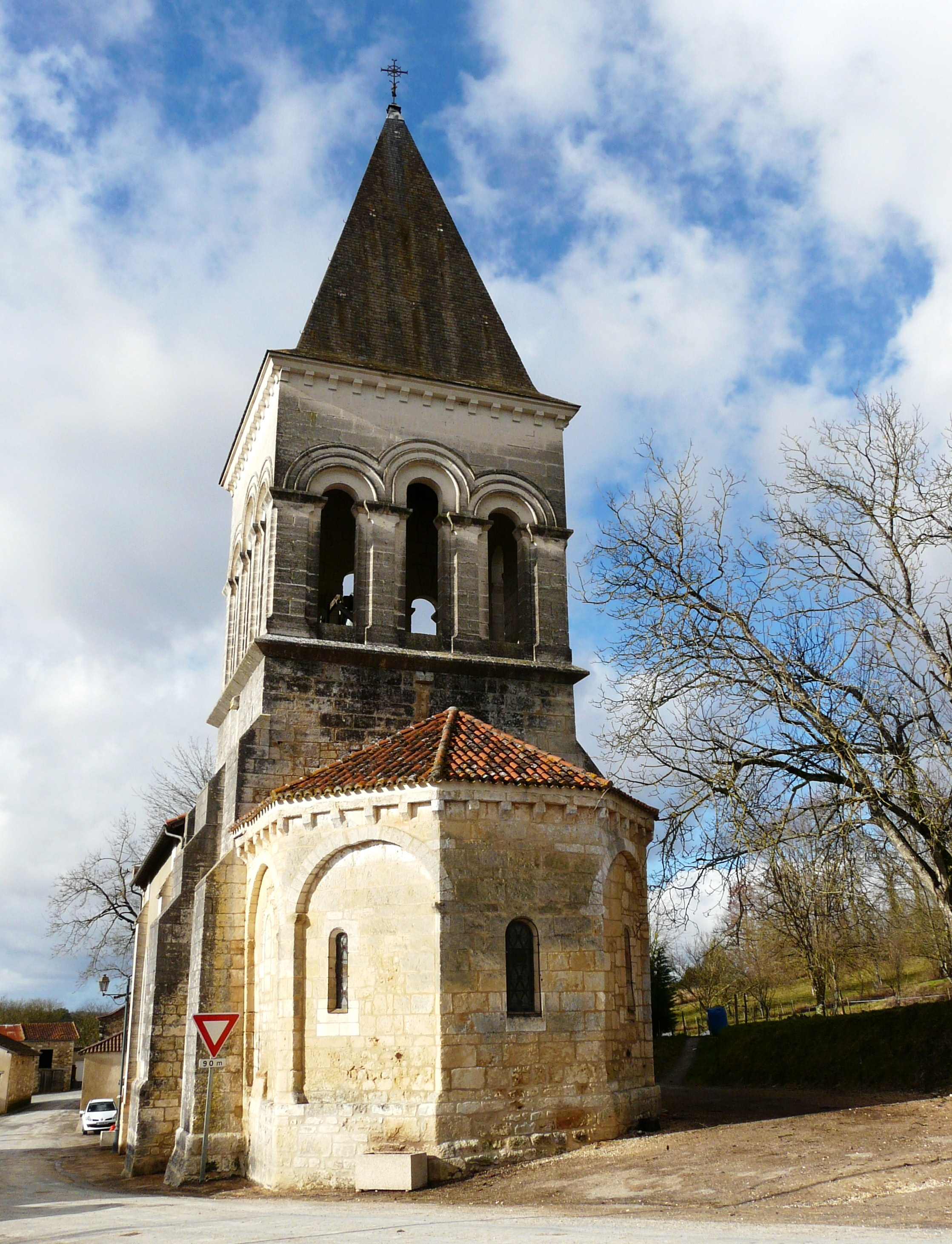
Le chevet de l'église Saint-Pierre-ès-Liens.
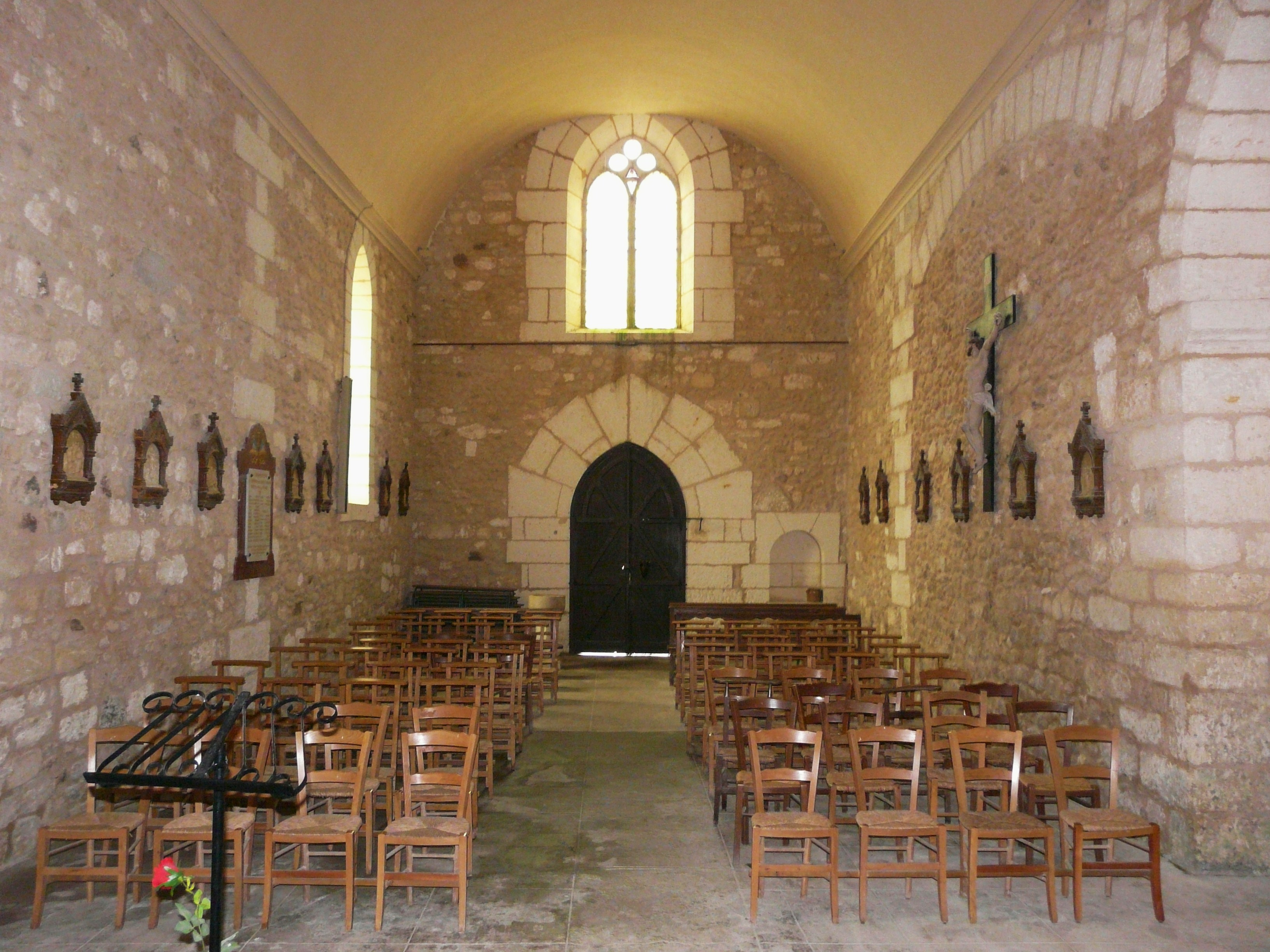
La nef et le portail.
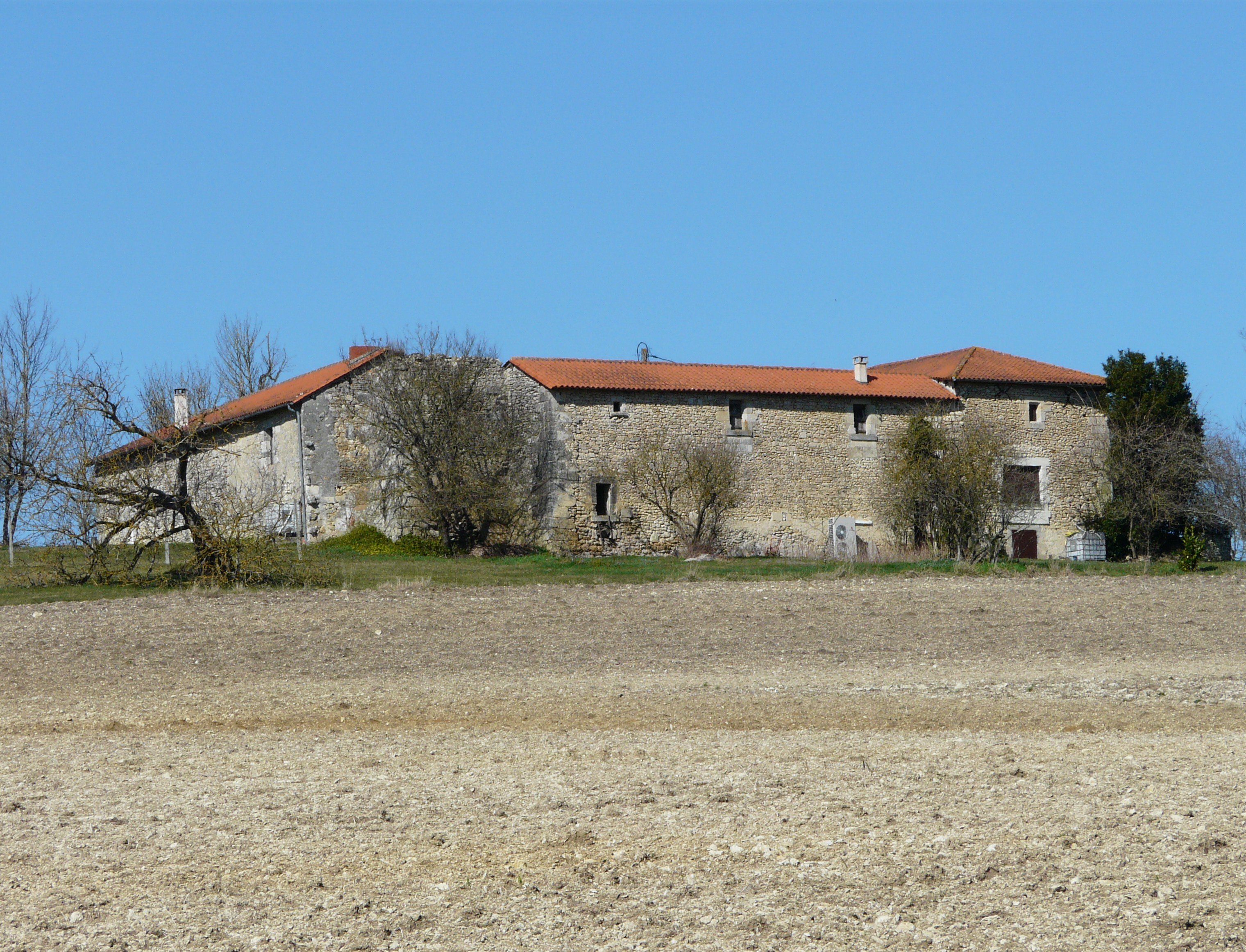
Le manoir de Méneyplé.
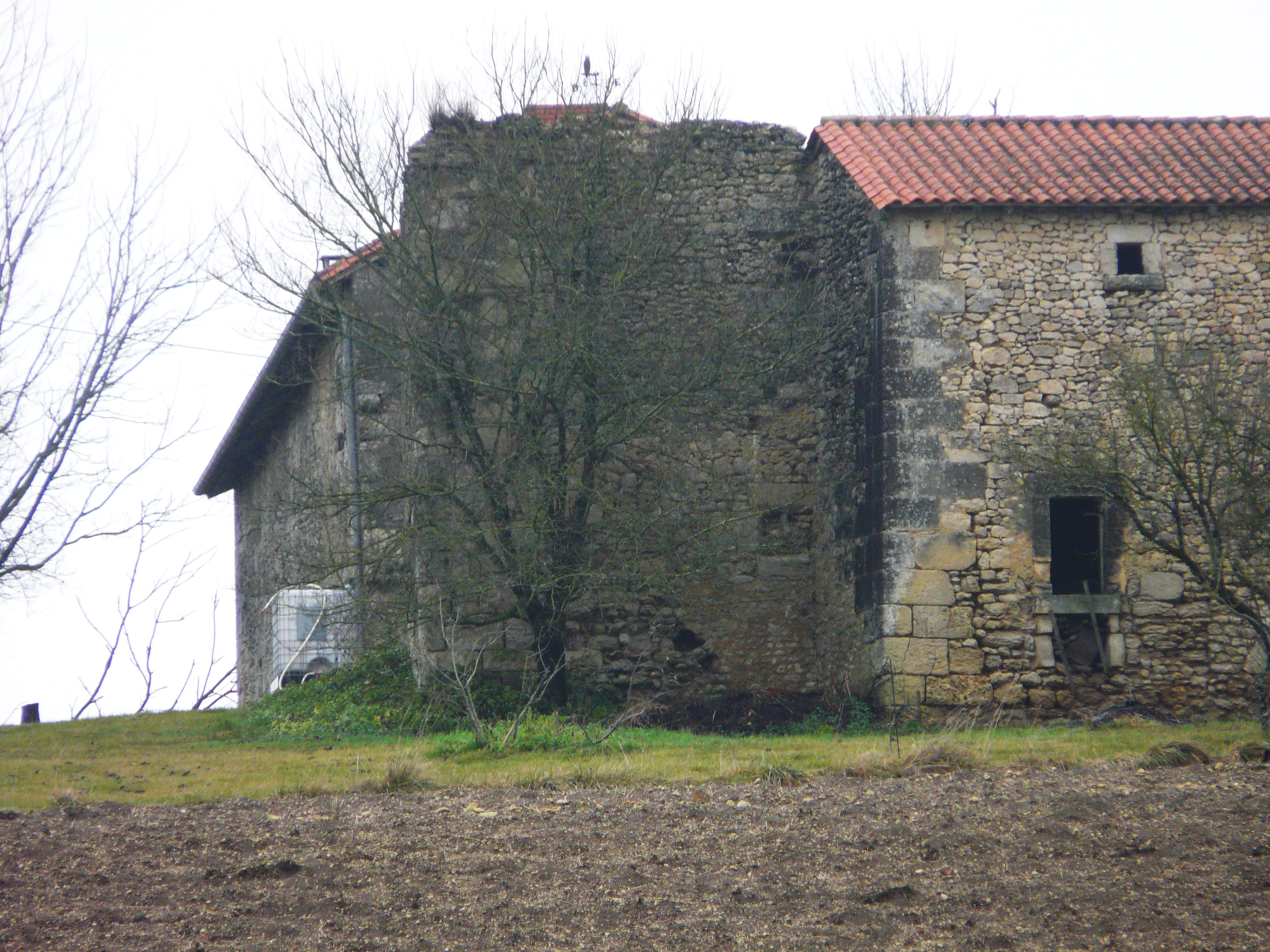
Vestiges de l'ancienne tour au manoir de Méneyplé.

### Patrimoine culturel
Tradition populaire :
La tradition de la rosière est née sous Louis XIII. Oubliée de la population, elle ressurgit en 1886, quand Élie Boutier, un habitant d'Eyvirat, du petit village de Piras, s'est inspiré de cette tradition dans son testament. Il donne alors pouvoir au maire de récompenser une jeune fille de la commune, digne d'éloges, et lègue à la commune une somme de 6 000 francs or. Ce pactole constituera un « trésor de guerre » pour Eyvirat.
La rosière a alors obligation d'entretenir la tombe de la famille du testateur. Le premier couronnement a eu lieu en 1891 et se déroule depuis, le deuxième dimanche d'août.